# Sjaak (rapper)
Mehdi Chafi (Amsterdam, 24 september 1985), beter bekend als Sjaak, is een Nederlandse rapper en acteur uit Amsterdam-Oost. Hij begon als lid van de groep Dubbel-O-Plein en startte vervolgens in 2007 formeel een solocarrière. Zijn karakteristieke rapstijl wordt gekenmerkt door een levensvisie waarbij voornamelijk het straatleven en drugsgebruik besproken worden. Sjaak stond van mei 2011 tot 2017 onder contract bij het platenlabel Top Notch, na eerder muziek te hebben uitgegeven bij SPEC Entertainment. Zijn laatste album, eveneens Sjaak geheten, bracht hij uit onder het label Wilde Westen.

## Biografie

### Vroege jaren
Op jonge leeftijd begint Sjaak onder invloed van de muziekstromingen gangstarap en raggamuffin als hobby zelf met rappen. Hij kwam regelmatig in het buurthuis bij hem in de wijk, waar een geluidsstudio stond. Daar begon hij met schrijven en opnemen van muziek. Hij ontwikkelde een eigen flow en rapstijl, waarmee hij al gauw naam begon te krijgen in het ondergrondse rapcircuit.
Bij het grote publiek brak hij door in de zomer van 2007 met de bijdrage in het nummer Ik heb schijt van Appa. In dit nummer gaven de rappers kritiek op de overheid en hun aanpak in de achterstandswijken. In de bijbehorende videoclip werd extra kracht achter de teksten gezet door beelden uit te zenden waarin jongeren met Palestijnse sjaals in Amsterdam met wapens te zien zijn. De clip trok de aandacht van de nationale media en werd relatief vaak bekeken op internet. Met dank aan DJ Shorty bracht Sjaak vervolgens in 2007 de 1 Mans' Mixtape uit.
In oktober leverde Sjaak een kleine bijdrage op het album van Yes-R met het nummer ghettoboys

### SPEC Entertainment (2007-2010)
In november 2007 tekende Sjaak een platencontract met SPEC Entertainment, het platenlabel van Ali B. Onder dit label verscheen zijn debuutalbum. Om dit te vieren, gingen de artiesten van SPEC de studio in en maakten het nummer Shit is gruwelijk.
Sjaak kende vooral in 2008 een hoge productiviteit (een mixtape en dertien losse singles). Zo maakte hij samen met Ali B een clip in Marokko voor Niks te maken. Niet lang daarna kwam de single Whoop Whoop uit, samen met DiceCream, The Partysquad, Reverse en Darryl.
In september 2008 bracht Sjaak de single Baas met Ali B uit. In december dat jaar verscheen een single met The Partysquad, Dio en Sef getiteld Licht van de laser.
In 2010 verscheen Gangsterboys, een single waarop Sjaak te horen is met Yes-R, Darryl en Soesi B. Ook was Sjaak heel even in de film Gangsterboys te zien. Sjaak werkte daarna nog meer aan de videoclips van 'Duif op de dam' met The Opposites en Kleine Viezerik en 'Miami Vice' met Promo, Sef en Gers. Op 26 november presenteerde hij de State Awards.

### Top Notch (2011-2016)
In mei 2011 werd bekendgemaakt dat Sjaak een contract had getekend bij Top Notch. Daar bracht hij Wat is er?! samen met Appa uit en zijn debuutalbum Strijdersysteem. Eveneens met Appa bracht hij in 2013 het album Wolf uit.

### Stap voor stap (2018)
In 2018 werkte Sjaak samen met de Nederlandse House producer Kav Verhouzer. De plaat die zij samen maakten, "Stap voor stap", werd uitgebracht bij het Amsterdamse platenlabel Armada Music. In september (week 36) stond "Stap voor stap" op de elfde plek in de Nederlandse Top 40.

## Discografie

### Albums
| Album met eventuele hitnotering(en) in de Nederlandse Album Top 100 | Datum van verschijnen | Datum van binnenkomst | Hoogste positie | Aantal weken | Opmerkingen                    |
| ------------------------------------------------------------------- | --------------------- | --------------------- | --------------- | ------------ | ------------------------------ |
| Éénmans mixtape: Hits & classics                                    | 2007                  | -                     |                 |              | Mixed by DJ Shorty             |
| Sjaakmat                                                            | 2008                  | -                     |                 |              | Gemixt door Mr. Wix en Lil'Vic |
| Wat is er?                                                          | 2012                  | -                     |                 |              | Soundtrack "Rabat"             |
| Loco Mexicano Mixtape                                               | 2013                  | -                     |                 |              | Mixed by The Flexican          |

### Singles
| Single met eventuele hitnotering(en) in de Nederlandse Top 40 | Datum van verschijnen | Datum van binnenkomst | Hoogste positie | Aantal weken | Opmerkingen                                                                   |
| ------------------------------------------------------------- | --------------------- | --------------------- | --------------- | ------------ | ----------------------------------------------------------------------------- |
| Stuk                                                          | 25-01-2008            | 09-02-2008            | 6               | 9            | met The Partysquad, Dio, Sef & Reverse / Nr. 11 in de Single Top 100          |
| Baas                                                          | 20-06-2008            | -                     |                 |              | met Ali B / Nr. 19 in de Single Top 100                                       |
| Whoop whoop                                                   | 2008                  | 01-11-2008            | 20              | 7            | met DiceCream, The Partysquad, Reverse & Darryl / Nr. 29 in de Single Top 100 |
| Licht van de laser                                            | 2009                  | 24-01-2009            | 28              | 5            | met The Partysquad, Sef & Dio / Nr. 11 in de Single Top 100                   |
| Gangsterboys                                                  | 27-01-2010            | 27-03-2010            | tip14           | -            | met Yes-R, Darryl & Soesi B / Nr. 16 in de Single Top 100                     |
| Krokobil                                                      | 02-07-2012            | 07-07-2012            | 12              | 9            | met Yellow Claw & Mr. Polska / Nr. 5 in de Single Top 100                     |
| Helemaal naar de klote                                        | 2013                  | 23-02-2013            | 28              | 5            | met The Partysquad, Jayh & Reverse / Nr. 39 in de Single Top 100              |
| Weekend                                                       | 2013                  | 20-07-2013            | tip11*          |              | met FeestDJRuud, Dirtcaps & Kraantje Pappie / Nr. 69 in de Single Top 100     |
| Alleen                                                        | 2016                  | -                     |                 |              | met Giocatori, Lil'Kleine & Ronnie Flex                                       |
| Stap voor stap                                                | 2018                  | 04-08-2018            | 11              | 6            | met Kav Verhouzer                                                             |
| Boss like that                                                | 2018                  | -                     |                 |              | met Sidney Samson & 3robi / Nr. 87 in de Single Top 100                       |
| Wifen                                                         | 2019                  | 03-08-2019            | tip22           | -            | met Bizzey, Sarah-Jane Wijdenbosch en Luna Mae                                |
| Trompetisto                                                   | 2021                  | 31-07-2021            | 19              | 8            |                                                                               |
| Ce soir                                                       | 2022                  | 19-02-2022            | tip30*          |              |                                                                               |

| Single met hitnotering(en) in de Vlaamse Ultratop 50 | Datum van verschijnen | Datum van binnenkomst | Hoogste positie | Aantal weken | Opmerkingen                        |
| ---------------------------------------------------- | --------------------- | --------------------- | --------------- | ------------ | ---------------------------------- |
| Krokobil                                             | 2012                  | 15-09-2012            | 40              | 2            | met Yellow Claw & Mr. Polska       |
| Helemaal naar de klote                               | 2013                  | 20-04-2013            | tip91*          |              | met The Partysquad, Jayh & Reverse |

### Gastbijdragen

#### Op albums
- TBS: Ter Beschikking van de Straat (Appa 2007)
  - Ik Heb Schijt Ft. Appa
- Zakenman II (Yes-R 2008)
  - Dubbel O Ft. Yes-R
  - Shit is Gruwelijk Ft. Yes-R, Darryl en Ali B
- Hart & Hard (Brainpower 2008)
  - Hey Hey Ft. Brainpower en T-Slash
- Rock en Roll (Dio 2008)
  - Duivelszoon Ft. Dio en Big2
- Du Zoon (Kempi 2008)
  - Leven van du Faam (Tatta-Hollywood) Ft. Kempi
- De Blaastest (Dicecream 2009)
  - Meneer De Belastingdienst Ft. Dicecream en T-Slash
  - Whoop Whoop Ft. Dicecream, Partysquad, Reverse en Darryl
- SuperstuntWerk, BonusDisc: Kunst en Vliegwerk (Flinke Namen 2009)
  - Deze Stad Ft. Flinke Namen

#### Op mixtapes
- Transmigratie 3 (Nino 2007)
  - Geef Geen Moer Ft. Nino, Priester en Negativ
- 666 Mixtape (Flex 2008)
  - Niet Klaar voor Dit Ft. Flex en N.A.G
- Regen voor de Strom (Reejon 2008)
  - Voel Je De Pijn Ft. Arzenio, Reejon en Negativ
- Total Los! (The Partysquad 2008)
  - Beats Beuken Ft. The Partysquad en Dio
  - Knuppel De Dj Ft. The Partysquad
- Terug (Darryl 2008)
  - Cash Money Flow Ft. Darryl
- Tijdmachine Mixtape (Dio 2008)
  - Stuk Ft. Dio, The Partysquad en Sef
  - Skud Skuddem Ft. Dio en Sef
- Hinderlijk (Negativ 2008)
  - Skud Skuddem Ft. Negativ, Dio en Sef
  - Let op Wat Je Zegt Ft. Dicecream en Negativ
- Kunst en Vliegwerk (Flinke Namen 2009)
  - Deze Stad Ft. Flinke Namen
  - De Schepping Ft. Flinke Namen
- Ski or Die (Ski Leraar Bruin Moneygang 2011)
  - Leer om te Skiën Ft. Ski Leraar Bruin Moneygang

#### Verzamelalbums
- Op Volle Toeren Mixtape (Flinke Namen, Dio en The Opposites 2008)
  - Steek Je Middelvinger Up Ft. Big2
  - Pornstar Ft. The Opposites en P. Fabergé
  - Mojito Ft. Big2 en Sef
  - 100% Vooraan Ft. The Opposites, Dio, P. Fabergé en Sef
- Top Notch Extravaganza (The Flexican en Najib Amhali 2009)
  - 100% Vooraan Ft. The Opposites, Dio & P. Fabergé
  - Licht Van de Laser Ft. The Partysquad, Sef & Dio

### Losse nummers
- 2008 - Klap met die billen (bijdrage op mixtape van Darryl)
- 2008 - Stuk (bijdrage op single van The Partysquad; met Dio en Sef)
- 2008 - Hallelujah Amsterdam (samen met Brace, Nina, Rotjoch, QF en Big2)
- 2008 - Niks te maken (samen met Ali B)
- 2008 - Baas (samen met Ali B)
- 2008 - Stukje lopen
- 2008 - hoe bedoel je AA
- 2009 - Dubbel O 2 (samen met Yes-r, Soesi B, Devil, Boa, Abba, Ali B, Re-B en Negativ)
- 2009 - Licht Van De Laser (samen met The Partysquad, Dio en Sef)
- 2009 - Love Dokter (samen met Chamo)
- 2009 - Harghd (samen met Ali B en Darryl)
- 2009 - Baby Go Down
- 2009 - wat kijk je  (samen met Yazid E)
- 2009 - A Town Paperchaser (samen met Darryl, Turk en Reejon)
- 2009 - Voel je de pijn (samen met Reejon, Negativ en Arzenio)
- 2010 - Gangsterboys (samen met Yes-r, Turk, Darryl en Soesi B)
- 2010 - Brakka (samen met Negativ en Keizer)
- 2011 - Wat is er (samen met Appa)
- 2012 - Ik ga lekker (samen met big2)
- 2012 - Krokobil (samen met Yellow Claw en Mr. Polska)
- 2012 - Smack it Up
- 2018 - Stap Voor Stap (met Kav Verhouzer)
- 2019 - Turbo (met Kav Verhouzer en Jebroer)

## Filmografie

### Film
- 2010: Gangsterboys, als rapper
- 2011: De president, als de Vader van de President
- 2019: De belofte van Pisa, als Soesi Benchouffi
- 2022: Costa!!, als Stephane, louche ranch-eigenaar
- 2023: Oei, ik groei!, als Hicham

### Televisie

#### Als acteur
- 2021, Herres, als conciërge de Ram
- 2024, Rwina, als Tabaka

#### Als deelnemer
- 2021: De gevaarlijkste wegen van de wereld, samen met Maan
- 2022: Celebrity Apprentice, team rood[6]
- 2022: Voor het blok
- 2022: Het Jachtseizoen, aflevering 7
- 2022: Waku Waku